# مجموعه گزینه
یک مجموعه گزینه (به انگلیسی: choice set) یک سناریو (رفتار) است که برای ارزیابی توسط پاسخگویان در یک آزمایش انتخاب آماده شده‌است. پاسخ‌ها برای ساخت مدل گزینه جمع‌آوری و استفاده می‌شوند. معمولاً به پاسخگویان یک سری از مجموعه گزینه‌های متفاوت برای ارزیابی داده می‌شود. مجموعه گزینه از یک طرح آزمایش ساخته می‌شوند. مجموعه گزینه معمولاً شامل دو یا بیشتر گزینه است که این گزینه‌ها با یکدیگر نمایش می‌یابند.

## فعالیت گزینش (Choice task)
از پاسخگویان خواسته می‌شود تا «فعالیت گزینش» انجام دهند؛ و معمولاً به معنی آن است که کدامیک از گزینه‌ها را ترجیح می‌دهند.
دو نوع فعالیت انتخاب وجود دارد: اجباری (forced) و غیر اجباری (unforced). در انتخاب غیراجباری به پاسخ‌گو اجازه می‌دهد تا «هیچ‌کدام» را انتخاب کند.
فعالیت گزینش معمولاً در مدل انتخاب به دست آمده، به صورت متغیر وابسته استفاده می‌شود.

## یک مثال از مجموعه گزینه
یک مجموعه گزینه این عناصر را دارد:

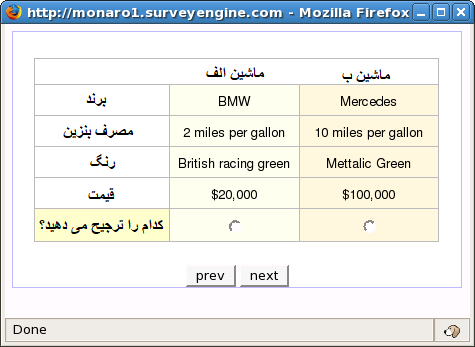
یک مثال از مجموعه انتخاب تولید شده توسط ابزار SurveyEngine

گزینه‌ها(Alternatives): تعدادی گزینهٔ فرضی، ماشین A و ماشین B در این مثال. امکان وجود یک یا بیشتر گزینه وجود دارد و گزینه «هیچ‌کدام» هم می‌تواند وجود داشته باشد.
ویژگی‌ها (Attributes): ویژگی‌های گزینه‌ها معمولاً به صورت ایدئال انحصاری و مستقل می‌باشند. درغیر این صورت باید ویژگی‌ها تودرتو باشند.
مراحل (Levels): هر ویژگی تعدادی مرحلهٔ ممکن دارد، که ویژگی‌ها می‌توانند روی آن‌ها تغییر کنند. مراحل خاص که نشان داده شده‌است، از طرح آزمایش منشأ گرفته‌اند. مراحل، گسسته‌اند، حتی اگر ویژگی‌ها یک مقدار عددی باشند (مثل قیمت). در این حالت، مراحل به صورت حدوده مقادیر مجاز گسسته سازی می‌شوند.